# Le Phare (roman)
Pour les articles homonymes, voir Le Phare.
Le Phare  (The Lighthouse) est un roman policier de l'écrivain britannique Phyllis Dorothy James, publié en 2005.  C'est le treizième titre du cycle consacré aux enquêtes d'Adam Dalgliesh.

## Résumé
Au large de la Cornouailles anglaises, Combe Island abrite une fondation destinée à permettre à des personnalités éminentes de venir jouir de la quiétude de ce lieu coupé du monde et se ressourcer à l'iode marin. Outre les résidents permanents - Emily Holcombe, dernière héritière des propriétaires de l'île, Rupert Maycroft, l'administrateur de la Fondation, Adrian Boyde, le comptable, Dan Padgett, le factotum, etc. -, Nathan Oliver, un écrivain de réputation mondiale, y séjourne régulièrement, accompagné de sa fille Miranda et de son secrétaire Dennis Tremlett. Alors que l'île accueille deux nouveaux visiteurs, l'un de ses habitants est retrouvé mort dans des conditions pour le moins suspectes. Chargé de mener une enquête aussi rapide que discrète, car Combe Island doit prochainement servir de cadre à un sommet international, le commandant Dalgliesh a très vite la certitude qu'il s'agit d'un crime. Mais l'île est soudain la proie d'une autre menace, beaucoup plus insidieuse, celle-ci, et qui compromet la participation de Dalgliesh...

## Commentaires
Dans le huis clos d'une île battue par les vents se trouvent réunies toutes les qualités chères aux aficionados de la « reine du crime » : évocation vivante des lieux, incursions subtiles dans la vie des personnages, sans oublier les rebondissements d'une intrigue trépidante.
« P.D. James a donné au roman policier anglais ses lettres de noblesse en alliant la littérature à un genre populaire. » (Gérard Meudal, Le Monde)
« Il n'y a aucune faille chez Phyllis Dorothy James : son style est superbe, dru, prenant, ses intrigues sont des puzzles impeccablement embrouillés, ses personnages très subtilement campés. » (Christian Gonzales, Le Figaro Madame)